# اسکی‌کیزلجا (آماسیه)
اسکی‌کیزلجا (به ترکی استانبولی: Eskikızılca) یک منطقهٔ مسکونی در ترکیه است که در آماسیه واقع شده‌است.